# Gyasi Zardes
Gyasi Zardes (Hawthorne, 1991. szeptember 2. –) amerikai válogatott labdarúgó, az Austin csatárja.

## Pályafutása

### Klubcsapatokban
Zardes a kaliforniai Hawthorne községben született. Az ifjúsági pályafutását a LA Galaxy akadémiájánál kezdte.
2011-ben mutatkozott be a Ventura County Fusion felnőtt csapatában. 2012-ben az első osztályú LA Galaxy szerződtette. 2018-ban a Columbus Crewhez igazolt. 2018. március 3-án, a Toronto ellen idegenben 2–0-ra megnyert bajnokin debütált és egyben meg is szerezte első gólját a klub színeiben. 2022. április 22-én egyéves szerződést kötött a Colorado Rapids együttesével. Először a 2022. április 24-ei, Charlotte ellen 0–0-ás döntetlennel zárult mérkőzés 60. percében, Michael Barrios cseréjeként lépett pályára. Első gólját 2022. május 14-én, a Los Angeles ellen 2–0-ra megnyert találkozón szerezte meg. 2023. január 1-jén az Austin-hoz írt alá.

### A válogatottban
Zardes 2015-ben debütált az amerikai válogatottban. Először a 2015. január 28-ai, Chile ellen 3–2-re elvesztett mérkőzés 68. percében, Clint Dempseyt váltva lépett pályára. Első válogatott gólját 2015. június 5-én, Hollandia ellen 4–3-ra megnyert barátságos mérkőzésen szerezte meg.

## Statisztikák
2022. október 9. szerint
| Klub            | Szezon   | Osztály  | Bajnokság | Bajnokság | Kupa  | Kupa | Nemzetközi | Nemzetközi | Összesen | Összesen |
| Klub            | Szezon   | Osztály  | Meccs     | Gól       | Meccs | Gól  | Meccs      | Gól        | Meccs    | Gól      |
| --------------- | -------- | -------- | --------- | --------- | ----- | ---- | ---------- | ---------- | -------- | -------- |
| LA Galaxy       | 2013     | MLS      | 29        | 4         | 0     | 0    | 4          | 0          | 33       | 4        |
| LA Galaxy       | 2014     | MLS      | 37        | 17        | 1     | 2    | —          | —          | 38       | 19       |
| LA Galaxy       | 2015     | MLS      | 30        | 7         | 1     | 1    | 4          | 1          | 35       | 9        |
| LA Galaxy       | 2016     | MLS      | 19        | 6         | 2     | 0    | —          | —          | 21       | 6        |
| LA Galaxy       | 2017     | MLS      | 24        | 2         | 0     | 0    | —          | —          | 24       | 2        |
| LA Galaxy       | Összesen | Összesen | 139       | 36        | 4     | 3    | 8          | 1          | 151      | 40       |
| Columbus Crew   | 2018     | MLS      | 36        | 20        | 2     | 3    | —          | —          | 38       | 23       |
| Columbus Crew   | 2019     | MLS      | 28        | 13        | 2     | 3    | —          | —          | 30       | 16       |
| Columbus Crew   | 2020     | MLS      | 26        | 15        | 0     | 0    | —          | —          | 26       | 15       |
| Columbus Crew   | 2021     | MLS      | 21        | 9         | 0     | 0    | 3          | 2          | 24       | 11       |
| Columbus Crew   | 2022     | MLS      | 7         | 1         | 1     | 1    | —          | —          | 8        | 2        |
| Columbus Crew   | Összesen | Összesen | 118       | 58        | 5     | 7    | 3          | 2          | 126      | 67       |
| Colorado Rapids | 2022     | MLS      | 26        | 9         | 0     | 0    | —          | —          | 26       | 9        |
| Összesen        | Összesen | Összesen | 283       | 103       | 9     | 10   | 11         | 3          | 303      | 116      |

### A válogatottban
| Válogatott       | Év       | Pályára lépés | Gól |
| ---------------- | -------- | ------------- | --- |
| Egyesült Államok | 2015     | 19            | 3   |
| Egyesült Államok | 2016     | 12            | 3   |
| Egyesült Államok | 2017     | 6             | 0   |
| Egyesült Államok | 2018     | 3             | 0   |
| Egyesült Államok | 2019     | 15            | 6   |
| Egyesült Államok | 2020     | 1             | 0   |
| Egyesült Államok | 2021     | 10            | 2   |
| Egyesült Államok | 2022     | 2             | 0   |
| Összesen         | Összesen | 68            | 14  |

#### Góljai a válogatottban
| #  | Időpont            | Helyszín                                                      | Ellenfél                              | Gólok | Eredmény | Kiírás                                         |
| -- | ------------------ | ------------------------------------------------------------- | ------------------------------------- | ----- | -------- | ---------------------------------------------- |
| 1  | 2015. június 5.    | Amszterdam Arena, Amszterdam, Hollandia                       | Hollandia                             | 1–1   | 4–3      | Barátságos mérkőzés                            |
| 2  | 2015. július 18.   | M&T Bank Stadion, Baltimore, Amerikai Egyesült Államok        | Kuba                                  | 2–0   | 6–0      | 2015-ös CONCACAF-aranykupa                     |
| 3  | 2015. november 13. | Busch Stadion, St. Louis, Amerikai Egyesült Államok           | Saint Vincent és a Grenadine-szigetek | 5–1   | 6–1      | 2018-as VB-selejtező                           |
| 4  | 2016. május 28.    | Children's Mercy Park, Kansas City, Amerikai Egyesült Államok | Bolívia                               | 1–0   | 4–0      | Barátságos mérkőzés                            |
| 5  | 2016. május 28.    | Children's Mercy Park, Kansas City, Amerikai Egyesült Államok | Bolívia                               | 3–0   | 4–0      | Barátságos mérkőzés                            |
| 6  | 2016. június 16.   | CenturyLink Field, Seattle, Amerikai Egyesült Államok         | Ecuador                               | 2–0   | 2–1      | 2016-os Copa América                           |
| 7  | 2019. március 21.  | Orlando City Stadion, Orlando, Amerikai Egyesült Államok      | Ecuador                               | 1–0   | 1–0      | Barátságos mérkőzés                            |
| 8  | 2019. június 18.   | Allianz Field, Saint Paul, Amerikai Egyesült Államok          | Guyana                                | 3–0   | 4–0      | 2019-es CONCACAF-aranykupa                     |
| 9  | 2019. június 22.   | FirstEnergy Stadion, Cleveland, Amerikai Egyesült Államok     | Trinidad és Tobago                    | 2–0   | 6–0      | 2019-es CONCACAF-aranykupa                     |
| 10 | 2019. június 22.   | FirstEnergy Stadion, Cleveland, Amerikai Egyesült Államok     | Trinidad és Tobago                    | 3–0   | 6–0      | 2019-es CONCACAF-aranykupa                     |
| 11 | 2019. november 15. | Exploria Stadion, Orlando, Amerikai Egyesült Államok          | Kanada                                | 2–0   | 4–1      | 2019–2020-as CONCACAF-nemzetek ligája (A liga) |
| 12 | 2019. november 15. | Exploria Stadion, Orlando, Amerikai Egyesült Államok          | Kanada                                | 4–1   | 4–1      | 2019–2020-as CONCACAF-nemzetek ligája (A liga) |
| 13 | 2021. július 15.   | Children's Mercy Park, Kansas City, Amerikai Egyesült Államok | Martinique                            | 5–1   | 6–1      | 2021-es CONCACAF-aranykupa                     |
| 14 | 2021. július 29.   | Q2 Stadion, Austin, Amerikai Egyesült Államok                 | Katar                                 | 1–0   | 1–0      | 2021-es CONCACAF-aranykupa                     |

## Sikerei, díjai
LA Galaxy
- MLS
  - Bajnok (1): 2014

Columbus Crew
- MLS
  - Bajnok (1): 2020

- Campeones Cup
  - Győztes (1): 2021

Amerikai válogatott
- CONCACAF-aranykupa
  - Győztes (2): 2017, 2021
  - Ezüstérmes (1): 2019

- CONCACAF-nemzetek ligája
  - Győztes (1): 2019–20

Egyéni
- MLS All-Stars
  - Győztes (1): 2015